# ورم النسيج الوعائي
وَرَم النَّسيج الوِعائِيّ أو تَنَشُّؤ النَّسيج الوِعائِيّ (بالإنجليزية: vascular tissue neoplasm)‏ هو ورم ينشَأ من الخَلايا البِطانيَّة، وهي الخلايا الَّتي تُبَطِّن جِدار الأوعية الدَّمويَّة والأوعية اللِّمفيَّة وأيضًا القلب. يحتوي تَنَشُّؤ النَّسيج الوِعائِيّ مجموعة من الأورام ذات نفس المَنْشَأ النَّسيجيّ؛ بعبارة أُخرى، تدلّ على تصنيف نَسيجيّ أكثر منه تَشريحيّ (مُشيرةً إلى مكان إيجاد التَّنَشُّؤ في الجسم) أو تصنيفٍ طِبِّي. يحدث الورم في كلّ مكان من الجسم توجَد فيه الأوعية.

## التصنيف
تُصَنَّف تَنَشُّؤات النسيج الوعائي -كما تنشُّؤات كل الأنسجة- إلى حَميدة وخَبيثة، اعتمادًا على تصرُّفها البيولوجيّ.

### أورام وعائية حميدة
- ورم وعائي دموي
- ورم وعائي لِمفيّ

### أورام وعائية خبيثة
تعتبر أغلب الأورام الوِعائيَّة الخبيثة ساركومات (غَرَنات)، ولقد نَشأت مجموعة نَسيجيَّة كبيرة من الأورام من الخلايا المُتَحَوِّلة الَّتي مَنشؤها اللُّحْمَة المُتَوَسِّطَة.
- ساركومة وِعائِيَّة دَمَويَّة
- وَرَم الخَلاَيا الحْولِيَّة
- ساركومة كابُوزي
- وَرَم أَرومِيّ وِعائِيّ
- ساركومة وِعَائِيَّة لِمْفِيَّة